# قلعه ترك عليا (مقاطعة إسلام آباد غرب)
قلعه‌ترك عليا (بالفارسية: قلعه‌ترک علیا) هي قرية تقع في كرمانشاه في إيران. يقدر عدد سكانها بـ 181 نسمة .